# Epomophorus minimus
Epomophorus minimus là một loài động vật có vú trong họ Dơi quạ, bộ Dơi. Loài này được Claessen & De Vree mô tả năm 1991.

## Hình ảnh

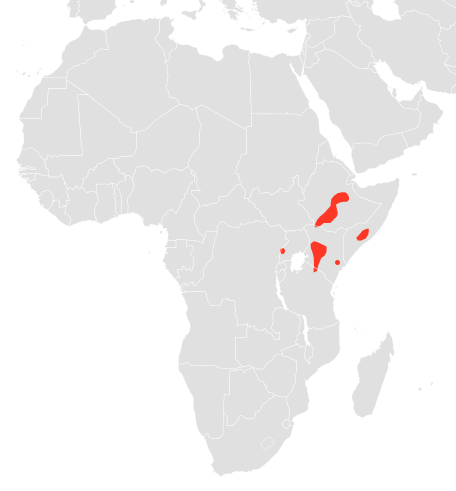